# Josef Alois Jüstel
Josef Alois Jüstel (7. února 1765 Litoměřice – 7. dubna 1858 Vídeň, byl profesorem morální teologie a politikem.

## Život
Na kněze byl vysvěcen v roce 1788. V roce 1783 získal doktorát filosofie a v roce 1790 doktorát teologie. V roce 1790 se stal profesorem morální teologie. V letech 1798-1814 byl ředitelem univerzitní knihovny ve Štýrském Hradci, která však měla v této době statut pouze knihovny Lycea. V roce 1803 se stal mluvčím štýrských škol. V roce 1815 se stal ve Vídni radním a Referentem pro studium a cenzuru. Později zastával jiné vysoké vládní funkce. V roce 1823 a 1839 byl rektorem vídeňské univerzity. Od roku 1835 až do své smrti byl děkanem Královské kolegiátní kapituly svatého Petra a Pavla na Vyšehradě v Praze.